# Como la flor
Como la flor è un singolo della cantante statunitense Selena, pubblicato nel 1992 ed estratto dal suo terzo album in studio Entre a mi mundo.

## Tracce
1. Como la flor – 3:02
2. La carcacha – 4:10